# はるうらら
『はるうらら』は、たかまつやよいによる4コマ漫画作品。双葉社の4コマ漫画雑誌『まんがタウンオリジナル』にて2003年8月号より2006年9月号（最終号）まで連載され、同誌廃刊後は『まんがタウン』に掲載誌を移し、2006年10月号から2008年7月号まで連載された。

## あらすじ
佐藤うららは「でんでん通信社」営業二課OLとして働く社会人1年生。いつもミスしては課長や主任の大野さんに叱られている彼女は、実は勤め先の社長令嬢。父親である社長は溺愛するうららを社内で何とか認知させ特別扱いしようとするが、うらら本人は自立した女性になるためそれを強く拒み続ける。ジレンマに悶える父・社長をよそに、うららは今日も何も知らない営業二課の面々と仕事に打ち込む。
この物語は“父離れ”しようとする娘・うららと“娘激ラブ”な父・社長との葛藤と、うららを取り巻く営業二課の面々とのオフィスライフを描く、4コマギャグストーリーである。

## 主な登場人物
佐藤 うらら（さとう うらら）
この作品の主人公にして、舞台となる「でんでん通信社」の社長令嬢。ただし、社長の娘ということを隠し一般職 OL として営業二課に勤務し始める。ポニーテールにまとめた黒髪が特徴。何かにつけ過干渉な父を避けるため大学（J大）卒業後に独立して一人暮らしを始め、本来は別の会社に就職する予定だったが、初出勤日に就職先が倒産していたため生活に窮し、背に腹は変えられず、「親子関係を社内で内緒にする」ことを条件に父の勧めに従って再就職した。当初は度々ミスをしては大野主任や課長に叱られることが多かったが、徐々に営業補助として平田などに随行することもあり、ミスで叱られる場面も少なくなった。それに伴い、連載初期には非常に苦労していた生活費もその後は何とか安定している模様で、成長が見られた。しかしながら元々が社長令嬢として育てられているので、本人が意識しない範囲で微妙に世間知らずである。一人暮らしを始めるまで父に料理をさせてもらえなかったので、最初はおにぎりの握り方すら知らなかった。なお、“でんでん通信社社長令嬢”という秘密は守り通されているものの、あるとき同僚に見つかった高校時代のプリクラが国内有数のお嬢様学校・田園女学園の制服だったことから、“いずこかのお嬢様”だということは知られてしまっている。また、外国人社長が来社した際に英語に堪能な面を見せていた。
自立した女性になるため父の干渉は避けたいと考えており、干渉しようとする父に対してしばしば厳しい態度を取るものの決して父嫌いではなく、父が倒れた際には見舞いに訪れたり、時おり実家に帰っては両親と食事を共にしている。また、社員として勤務するうち、社長としての父の力量・度量には一目を置く様になった。合コンの席で社長を軽んじる発言を行った社長室付社員・成田（常務の子息）に対し、激怒する一面も見せた。性格はおよそ母譲りと思われるが、よしみに対する態度などには、父に似た一面もうかがわせる。なお、うららが父の干渉を避けたがるキッカケは、幼少時期に友達の家に泊まった際、それまで当たり前だと素直に思っていた自分の父親の姿が、他から見ると「ヘン」だと知りショックを受けたことに起因している。
趣味は初期の頃に読書だと言っていたが、作中よく描かれているのは時代劇鑑賞で、殊に『剣客犯科帳』なる番組には目が無い。この番組の主人公よろしく「ずびし!」と当て身で他人を気絶させたりもするが、あるとき（それなりの事情はあったが）勘違いから取引先の社員を病院送りにして以来、封印している。
容姿は、坪井が「モテそう」と言い、本人の知らない範囲で男性社員の噂にも上ることがあるくらいだが、恋もしてみたいと思う本人の意思とは裏腹に、父のオーラによるものか、現在まで恋人などは居ない。
第50話で総合職転換試験を受け（父との紆余曲折があったことは言うまでもない）合格し、第51話から晴れて営業職となる。その際、父から昇級祝いとしてスカーフを贈られ、さっそく着用するが、大野主任から「悪趣味だからとりなさい」と言われてしまう。
大野主任の香港支店転任に際し、大野から一緒に来て欲しいと誘われ希望するが、それには父である社長の辞令が必要なため、うららと離れたくない父の猛反対にあい、困難を極める。しかし、うららの仕事に対する真剣さを父が目の当たりにした（詳細後述）ことにより、ついに辞令が降り、香港支社への出向が決まる。
香港へ出発する際、見送りに来た父に対し、ついにみんなの前で「お父さん」と呼びかけた。
おひつじ座（第32話におけるカレンダーでは、バレンタインデーの58日後、つまり4月14日前後が誕生日と考えられる）生まれ。
佐藤社長（さとう）
正確な名前は不明。「でんでん通信社」の2代目社長にして、うららの父親。元々「でんでん通信社」の有力社員で、先代社長の娘に婿入りして社長になった。業界一のやり手社長として有名な人物らしく、“尊敬出来る経営者”として『TIMELY』誌（『TIME』誌を模した雑誌）の表紙及び巻頭インタビューに載ったこともある。また、単に会社の業績を伸ばすだけでなく、社員の福利厚生にも気を遣っていたり、よしみ・平田など末端の社員まで細かく記憶しており、社員に対するこうした気配りでは、うららが考えているよりも一枚上手。連載初期には社員から恐いと思われていたが、営業部の飲み会に出席したり日曜出勤する営業二課を激励したり（無論、いずれも目当てはうらら）するなどフランクな姿勢も見せており、バレンタインデーに女子社員から無数のチョコレートを送られるなど、社員からの人気もある模様。その際のチョコレートは（うららから送られた）1つを除き児童施設へ寄付するなど、社会貢献に対する意識も描かれている。
一方、娘・うららに対する執着は異常とも呼べる溺愛ぶりで、娘が幼い頃からその様子を記録したビデオや、うららの姿を描いた絵画などおびただしい“うららグッズ”を佐藤邸の地下室に保管している。うららが入社してからは激務の合間にたびたび、うららにメールや動画メールを送ったり、電話をかけたりしているが、そのせいでうららが課長や平田に私信を控えるよう叱られることがある。また、取引先社長などと「どちらの娘がかわいいか？」といった論争を繰り広げていることもしばしば。時おり営業二課で働くうららをこっそり覗きに行くこともある。うららのアパートに花を送りつけたり、訪ねていくこともあるが、習性を見抜かれていて、うまく避けられてしまっている。うららからは「社長令嬢だということをバラしたら実家にも行かない」と言われているので、うららが娘であることを直接社内表明することは無いが、“何かの拍子に間違って言っちゃった”的な表明を狙ってか公の場でうららの名前を呼ぼうとして娘や妻に阻止されたり、朝礼放送で季節感無く「“うらら”か」という言葉を使ってみたりと、社内で自然認知されることを諦めてはいない模様。
うららに衣服等の贈り物をするときは、娘に着用を嫌がられることがないようにと、ファッション雑誌の熟読による研究でセンスを磨いているようであるが、うららの営業職への昇給祝いとして贈ったスカーフは、大野主任から「悪趣味」と断じられてしまう。
うららを溺愛するあまり、娘の周囲に男が見えると異常に心配し、あるときなどは勘違いから営業二課長をクビにしようとした。また、うららが外泊（実は残業）したときは、警察に捜索願いを出して、うららの周囲を騒がせたこともある。その一方で持ち歩いているうららの写真を見たり携帯電話の留守電音声を楽しみにしていたり、他社との会議中に（飽くまで女子社員として）うららが淹れたお茶を飲んで元気を出したりと、娘の存在を活力として激務をこなしている。
なお、うららが父の干渉を避ける様になったのは、専務時代に先代社長の命で香港支社長として5年間出張し、帰国してからのことである。
医者嫌いで、検査入院した折にはうららに手を握られてさえ注射や各種検査で大騒ぎをしていた。また、記憶力は良いはずなのに結婚記念日や妻の誕生日などは何故かよく忘れている。
うららが総合職転換試験を受ける際は、娘の親離れ進行を懸念してか、ダダをこねたりしたが、娘の成長のためにと、認めた。うららが営業職に就いてからは、娘の頑張りを認める一方で、生活が仕事一辺倒になっていることを戒めたりもした（ただし、それは自分が娘に会える時間が少なくなったことを憂いたためでもある）。
うららと離れたくないため、娘の香港支社への転勤希望については、なかなか認めようとしなかった（社長としての辞令を出さなかった）が、うららの社会人としての成長の痕跡（夜に社員たちが退けたあとの会社内で、うららのデスクに香港支社の資料等が多数置いてあるのを見て、感涙した）を知るにいたり、ついに辞令を出した。その後は、うららとの別れがつらくなるため、禁断症状（身体中の発疹）が出つつも、出発まではうららと会わないことを決めていた。しかし、うららの置き手紙を見てたまらなくなり、空港に見送りに駆けつけた際、ついに社員たちの前で娘を名前で呼んでしまったが、うららからは笑顔で「お父さん」と呼びかけられた。
ふたご座生まれ（第32話のカレンダーによれば、バレンタインデーの119日後、つまり6月13日前後が誕生日と考えられる）で、連載中に58歳の誕生日を迎えた。
佐藤母（さとう）
社長の妻で、うららの母親。先代社長の娘。家庭では社長よりも強い立場にあり、親子関係の口止めの点でうららの良き協力者でもある。会社の業務には滅多に口を出さないものの、社長の健康管理などで必要がある場合は、役員を一喝して黙らせたりもする。
先代社長のお嬢様として育ったため、うららに輪をかけて世間知らず。また機械にも弱いらしく、社長と共に営業二課を訪れた際には課員も気付かないうちに入力データをクリアしてしまっていた。なおこの際、社長夫人らしい細かな気配りも見せている。余談だが、先代社長（うららの祖父）も存命で、娘（うららの母）に毎年お年玉をあげている。
大野主任（おおの）
名前は不明。二重まぶたが特徴の女性主任。営業二課では常にトップの成績を収める、うららの憧れの先輩。実はバツイチで、「だいき」という男の子の母親でもあるが、このことは課長とうららしか知らない。性格はクールで、部下にも我が子にも厳しく、そして優しい。入社間もないうららの教育係として、長らくうららの指導を行っていた。うららが営業職になってからは、その指導にさらに厳しさが増していった。家族は息子だいきの他、両親が居るらしい。総務の長沢の代理として出席した坪井主催の合コンにおいて営業1課の男性社員・石田と意気投合、その後、交際を続けているらしい。
物語の終盤で、香港支社に営業部長として転任するよう辞令を受け、うららと共に香港へと飛びたった。
太田 よしみ（おおた よしみ）
通称：よっちゃん。うららより3ヶ月早く入社したほぼ同期のＯＬで、大の仲良し。仕事、特にパソコン操作ではうららに一歩譲るトロさで、うららにシゴかれることもあるが、料理が得意なので休日の料理作りでは逆にうららをシゴいている。
実は平田に片思い中らしく、劇中でもそれらしい素振りを何度となく見せているが、打ち明けられずにいた。しかし、物語の終盤では、いつのまにか平田と交際していた。なお、うららは彼女が誰かに片想いしていることは知っていたが、その相手が平田だとは当初は気付いていなかった。
身長が低く、またその性格がかわいいためうららの父性本能 (?) をくすぐる存在。ちなみにショートカットの髪は回によって黒く塗られていたり白かったりするが、単行本などのカラーではピンクに塗られている。
うららが営業職になってからは、営業二課の一般職が自分だけになり、他の全員が出払っている時には一人で多忙と不安に苛まれていた。
家族構成は両親と同居しており、彼女の父も、うららの父ほどあからさまではないものの、隠れ親バカである。
平田（ひらた）
うららの課の先輩男性社員。七三分けの髪と大きめの四角い眼鏡が特徴。営業二課では大野主任に次ぐ No.2 の営業成績を収め、トップになるべく大野主任に激しい対抗意識を燃やす。生真面目でうららなどにはつっけんどんな態度だが実はマザコンで、加えて唯一の肉親であるその母親が病弱であるため、何かにつけ電話連絡を欠かさない。単行本のキャラ紹介には「皮肉屋」と書かれているものの、皮肉らしい皮肉を言ったことは無い。
最近うららを補佐として営業活動をしているが、うららの勤務中私用電話（実は社長からかかって来る電話）を注意しようとして、うららが社長と話していた場所にたまたま行き合わせてしまい、その親子関係までは気付かなかったものの、うららが社長の愛人ではないかと勘違いしてしまっている。さらには、アンナが社長のことを「佐藤のおじさま」と親しげに呼んでいるのを聞き、アンナまでもが社長の愛人ではないかと二重の勘違いをしてしまっている（ただし、そこに現れたアンナの父親が搭乗するヘリから放たれたゴム弾の衝撃によって、忘却してしまっていた）。
大野主任の香港支店転任に際しての誘いには、母親を放っておけないことから（それと太田さんと離れ離れになることへの懸念から）辞退した。
坪井（つぼい）
うららの課の先輩男性社員。茶髪のザンバラ髪にやや釣り目。営業二課の営業マンとしては成績は芳しくない。軽い性格で、合コンが大好き。初期の頃はうららを食事に誘うなどしていたが、基本的にうららと絡む場面が少ないため、影が薄い。『まんがタウンオリジナル』最終号において総務の美人社員・長沢美和を目当てとする合コンを主催、結果的に大野主任に新しい出会いを提供した。
幾度かクビと左遷の危機を迎えてはいるが、なんとか免れている。
営業二課課長
うららの課の課長。小太りで、やや頭頂部の毛髪が薄い中年男性。熱狂的阪神タイガースファンで、その勝敗によって翌日の機嫌が変わる。また、行動原理そのものが阪神タイガースといった感じで、どこへ出張してもお土産は阪神みやげ、営業にも「阪神営業」なる独自のやり方を持っているものの、かえってそれが災いしてか営業成績は芳しくない。また、阪神戦を全員で応援に行くのも、営業二課恒例となっている。とは言え、生活が苦しいうららを察して食事に誘うなど、管理職として良い一面も持っている。家族構成は美しい妻がうららと面識があり、劇中では登場していないものの、子どもも居るらしい。
名前は不明だったが、第52話の予定表によると、「安田」であることが確認できる。
これまで何度か大阪への転勤願い（理由はもちろん、阪神の地元だから）を出しているようであるが、阪神好きが会社中に知れ渡っているため、いつも却下されている。
神田 アンナ（かんだ アンナ）
うららの田園学園高校時代のクラスメートで、別の会社社長のお嬢様。縦ロールの髪型が特徴で、うららと対照的に純粋な意味でのお嬢様。最初は父親の会社（神田建設）の税金対策でペーパーカンパニー（架空会社）社長の席に居たが、税務署に眼をつけられそうになり、神田社長から佐藤社長へのたっての頼みでカムフラージュとして「でんでん通信社」に入社した。折しも人手不足に喘いでいた営業二課へ配属されたが、お嬢様ゆえ事務作業に馴染めず、現在は「でんでん通信社」の玄関受付嬢となっている。
彼女の父親も佐藤社長に負けず劣らずの親バカで、娘の様子を聞くために時折佐藤社長に甘ったるい声で電話するも、佐藤社長から（自分のことを棚に上げて）叱りを受けたりしている。また、悪天候の日に彼女の帰りが遅いことを心配したときには（実は会社にいた）、ヘリコプターを繰り出して探し回っていた（しかし、そのおかげで偶然一緒にいた平田にアンナがうららの秘密を漏らしそうになったのを未然に防ぐことになった）。
性格はおっとりしており、世間知らずなだけで悪意は全く無いが、天然ボケ故に他人の秘密をうっかり口外することもしばしばで、これによりうららを憔悴させたことも部署転属の要因になった。うららの父娘関係を知る社内で唯一の人物。
社長秘書
佐藤社長の秘書。髪をアップにしていて、美人。常に社長室に詰めているか、社長のもとに決済書類などを届けにきている。社長に娘が居ることは知っているが、うららがそうだとは知らない。
連載初期の頃は「坂田」と呼ばれていたが、後に「城戸」と呼ばれ、これが定着している。

## こぼれ話
- 営業二課課長と大野主任はそれぞれ、著者「やよい」のOL時代の元上司をモデルとしており、それぞれ肩書きは劇中よりも上だという。このうち、課長のモデルとなった人物は部長で、業界では権威とまで評されテレビの解説者も務めるほどの人物であり、劇中の課長よりも重症の阪神ファンだという。なお、「やよい」は第1巻出版頃まで会社勤務していたが体調を崩して入院し退職の運びとなった。この際、漫画活動は秘密にしたまま退社するつもりだったが、部長にはバレてしまった、と述べている。
- 第36話でうららが紛失した携帯電話には、「山のり」ストラップが付けられていた。これは三葉社の雑誌懸賞で当てたもので、うららはプレミアだと思っていたが、所有している社員も意外と多かった。なお、『派遣戦士 山田のり子』の著者・たかの宗美は、本作の単行本第1巻出版に際し、吉田美紀子・重野なおきと共に祝辞を寄せている。

## 書誌情報

### 単行本
双葉社より「アクションコミックス」として刊行されている。
1. 第1巻（2005年8月27日発売、2005年9月27日第1刷発行）ISBN 978-4-5759-3963-7
2. 第2巻（2007年1月27日発売、2007年2月27日第1刷発行）ISBN 978-4-5759-4063-3
3. 第3巻（2008年9月12日発売、2008年9月12日第1刷発行）ISBN 978-4-5759-4189-0